# ريكاردو مادورو
ريكاردو مادورو (بالإسبانية: Ricardo Rodolfo Maduro Joest)‏ (و. 1946 – م) هو عالم اقتصاد، وسياسي، ورجل أعمال من هندوراس ولد في بنما.
وهو عضو في الحزب الوطني .

## التعليم
تعلم في جامعة ستانفورد.

## روابط خارجية
- ريكاردو مادورو على موقع الموسوعة البريطانية (الإنجليزية)
- ريكاردو مادورو على موقع مونزينجر (الألمانية)